# Тсереби
Тсе́реби (эст. Tserebi), также Це́реби, ранее Тсе́репи (эст. Tserepi) — деревня в волости Сетомаа уезда Вырумаа, Эстония. Исторически относится к нулку Лухамаа.
До административной реформы местных самоуправлений Эстонии 2017 года входила в состав волости Миссо (упразднена).

## География и описание
Расположена на границе Эстонии и России, в 27 километрах к юго-востоку от уездного центра — города Выру — и в 36 километрах к юго-западу от волостного центра — посёлка Вярска. Высота над уровнем моря — 202 метра. На северо-западе деревни находится озеро Цереби.
Климат переходный от морского к континентальному. Официальный язык — эстонский. Почтовый индекс — 65039.

## Население
По данным переписи населения 2021 года, в Тсереби насчитывалось 6 жителей, все — эстонцы.
По состоянию на 1 января 2020 года в деревне насчитывалось 7 жителей, из них 3 мужчин и 4 женщины; детей в возрасте до 14 лет включительно — 1, лиц трудоспособного возраста (15–64 года) — 5, лиц пенсионного возраста (65 лет и старше) — 1.
По данным переписи населения 2011 года, в деревне проживали 4 человека, все — эстонцы (сету в перечне национальностей выделены не были).
Численность населения деревни Тсереби:
| Год  | 1959 | 1979 | 2000 | 2011 | 2017 | 2018 | 2019 | 2020 | 2021 |
| ---- | ---- | ---- | ---- | ---- | ---- | ---- | ---- | ---- | ---- |
| Чел. | 36   | ↘ 30 | ↘ 11 | ↘ 4  | ↗ 7  | → 7  | → 7  | → 7  | ↘ 6  |

## История
В письменных источниках примерно 1790 года упоминается Черепова, 1882 года — Черепы, 1904 года — Tserebi, Че́репы, примерно 1920 года — Tšerepi, 1939 года — Tserepi. Озеро Тсереби упоминается в 1638 году как Zirrepi .
На военно-топографических картах Российской империи (1846–1912 годы), в состав которой входила Лифляндская губерния, деревня обозначена как Черепова.
В XIX веке деревня входила в общину Железово и относилась к приходу Панкъявица.
В 1977–1997 годах Тсереби была частью деревни Мокра.

## Происхождение топонима
В случае русскоязычного происхождение основой названия деревни может быть слово «череп». Черепов — распространённая фамилия в России. Топонимы, начинающиеся на Череп-, встречаются в Ингерманландии, Пермской области, Удмуртии и в Поволжье.
Эстонский языковед и переводчик Лембит Ваба рассматривает топоним в контексте старо-балтийских слов-субстратов, приводя в качестве примера водные названия: литовское Kerpis (kerpė — «мох») и латвийское Cērps ~ Cērpes ezers (cērpa, cērps — «(растущая в болоте) высокая трава»).

## Комментарии
1. ↑  Эстонские топонимы, оканчивающиеся на -а, не склоняются и не имеют женского рода (исключение — Нарва)[9].